# Esch-sur-Alzette
Esch-sur-Alzette (en luxemburgués Esch-Uelzecht) es una localidad de Luxemburgo. Tiene una población de 36 218 habitantes, a fecha de 2020, por lo que es la segunda ciudad después de la ciudad de Luxemburgo.
Se encuentra en el valle del Alzette, y la capital se encuentra a 15 km.

## Administración
El alcalde de Esch-sur-Alzette, es desde abril del 2000, Lydia Mutsch que es igualmente diputada en el Parlamento luxemburgués desde octubre de 1989.
Esch-sur-Alzette está hermanada con Lieja, en Bélgica, Lille, en Francia, Colonia, en Alemania, Róterdam, en Holanda y Turín, en Italia.

## Cultura
Cada año se celebra aquí la Fiesta de la Resistencia en Kulturfabrik, una antigua fábrica de productos lácteos transformada en centro cultural, organizado por los Amigos del mundo diplomático y Attac Luxembourg. Este acontecimiento se organiza alrededor de debates, conferencias, películas y conciertos.
Un nuevo centro cultural de vocación musical acaba de ver la luz, el Rockhal, situado en la parada de tren de Belval-Université.
El Rockhal ha sido escenario para conciertos de artistas como Daft Punk, Gwen Stefani, Queen + Paul Rodgers, Kylie Minogue, Pink, Ozzy Osbourne, Bruno Mars, entre otros. El 19 de junio de 2018, se realizará el concierto de la cantante internacional Shakira, como parte de su El Dorado World Tour.

## Historia
Esch-sur-Alzette es una ciudad cosmopolita, en su pasado fue parte del Imperio español como parte de las 17 Provincias Unidas. Es un importante centro industrial, antiguo bastión de la siderurgia.

### Desde la Edad Media hasta elsigloXX
Fue el 12 de abril de 1128, en una bula del papa Honorio II, que se escuchó por primera vez el nombre de Asch, el pueblo que más tarde se convertiría en la ciudad de Esch-sur-Alzette. El 16 de mayo de 1328, Jean l'Aveugle, futuro Juan I de Luxemburgo, le conferió el status de "ciudad libre".
Le siguieron numerosas invasiones e incluso fue incendiada. En 1677, las fortificaciones de la ciudad fueron destruidas por orden de Luis XIV y en tiempos de la Revolución francesa la ciudad se convirtió en un simple pueblo. Esch volvió de las cenizas para convertirse, por decreto del Gran duque el 12 de octubre de 1841, en la capital del cantón de Esch.
El siglo XIX fue un período fausto para el crecimiento industrial de la "Metrópoli del hierro". Fue en efecto en la mitad de este siglo que comenzó la explotación minera en Esch, tímidamente, con explosiones a cielo abierto. Esta explotación minera finalizaría convirtiéndose en la cuna de la ciudad que conocemos hoy.

### Desde elsigloXXhasta la actualidad
El 29 de mayo de 1906, el gran duque Guillermo le confirió por segunda vez el título de ciudad a la villa de Esch-sur-Alzette.
Durante la Primera Guerra Mundial, la ciudad se convirtió en el cuartel general del príncipe heredero de Alemania, el Kronprinz Guillermo de Prusia y se transformó en un gigantesco hospital militar. Por estos años, la producción en las fábricas se interrumpió.
El 11 de mayo de 1940, ante al avance de las tropas alemanas, los habitantes de la ciudad huyeron en dirección a Francia. Allí fueron acogidos hasta el 10 de septiembre de 1944, con la partida del ejército de ocupación.
Si las 2 décadas que le siguieron a la Segunda Guerra Mundial fueron testigos del revuelo de la ciudad, los años 1970 corresponden a la decadencia progresiva, pero ineluctable, de la siderurgia. Una vez más, la ciudad debió luchar por su supervivencia.
Es al empeño y a la voluntad de los diferentes gobernantes políticos que se sucedieron hasta este día a quienes se debe la renovación de Esch-sur-Alzette. Un desafío permanente, sin cesar en la agenda de los colegios gubernamentales, y que verá su apogeo con la futura organización de los baldíos industriales.

## Deportes
Esch está en el sur del país, el corazón  tradicional de fútbol en Luxemburgo. Los dos principales clubes de fútbol en el país son de esta ciudad, el CS Fola Esch (fundado en 1906) y el Jeunesse Esch (1907). El Jeunesse es el club de Luxemburgo con más éxito, ganando un total de veinte y siete títulos de la Division Nationale (Primera División de Luxemburgo); combinado con doce victorias en la Copa Luxemburguesa de fútbol, y ocho Supercopas de Luxemburgo. El Jeunesse juega en el Estadio de la Frontière, en el sur de la ciudad. El Fola fue un equipo muy importante en la historia temprana del fútbol en Luxemburgo, ganando cinco títulos hasta el 1930, pero desde entonces han disminuido, actualmente juega en la segunda división de Luxemburgo. El estadio de orgén del Fola es de Stade Emile Mayrisch, en el sureste de Esch, que comparte con el club de atletismo CA Fola Esch.
En el Tour de Francia 2006, Esch-sur-Alzette acogió el final de la Etapa 2 y el inicio de la Etapa 3.

## Transporte
Esch-sur-Alzette es la estación sur de la autopista A4, que se extiende hacia el norte a la ciudad de Luxemburgo. La A13 conecta con los A4 justo al norte de Esch, y termina en Pétange, en el oeste y conecta con la Bundesautobahn 8 alemana en su extremo oriental.
Esch es una de las cuatro ciudades de Luxemburgo que tiene varias estaciones de ferrocarril. Las tres estaciones de ferrocarril de Esch son Esch-sur-Alzette, Rédange-Belval y Belval-Université.

## Ciudades hermanadas
- Bethnal Green, Reino Unido
- Coímbra, Portugal
- Colonia, Alemania
- Lieja, Bélgica
- Lille, Francia
- Mödling, Austria
- Offenbach am Main, Alemania
- Puteaux, Francia
- Róterdam, Países Bajos
- Saint-Gilles, Bélgica
- Turín, Italia
- Velletri, Italia
- Zemun, Serbia